# Тунис на летних Олимпийских играх 2004
Тунис принимал участие в Летних Олимпийских играх 2004 года в Пекине (Китай) в одиннадцатый раз за свою историю, но не завоевал ни одной медали. Сборную страны представляли 10 женщин.

## Состав олимпийской сборной Туниса

### Плавание
Спортсменов — 1
В следующий раунд на каждой дистанции проходили лучшие спортсмены по времени, независимо от места занятого в своём заплыве.
Мужчины
| Спортсмен     | Соревнование   | Предварительные заплывы | Предварительные заплывы | Полуфиналы | Полуфиналы | Финал     | Финал |
| Спортсмен     | Соревнование   | Результат               | Место                   | Результат  | Место      | Результат | Место |
| ------------- | -------------- | ----------------------- | ----------------------- | ---------- | ---------- | --------- | ----- |
| Усама Меллули | 400 м комплекс | 4:16,68                 | 6                       |            |            | 4:14,49   | 5     |